# 卡佩拉岩
卡佩拉岩（英語：Capella Rocks），是南極洲的岩石，位於帕爾默地，處於御夫座冰原島峰東北面4公里的伯特倫冰川終點附近，由英國南極名稱諮詢委員命名，現時由南極條約體系管理。